# RD-0255
Le RD-0255 est un module de propulsion composé d'un moteur principal RD-0256 et d'un  moteur vernier RD-0257. Tous deux sont des moteurs-fusées à ergols liquides, brûlant de l'UDMH et du N2O4. Le moteur principal RD-0256 fonctionne selon le cycle à combustion étagée riche en oxydant, tandis que le moteur vernier RD-0257 utilise le cycle générateur de gaz, plus simple. Il était utilisé sur les missiles R-36MUTTKh (indice GRAU : 15A18) et R-36M2 (indice GRAU : 15A18M). Il a ensuite équipé le deuxième étage de la fusée Dnepr et en 2016 il est toujours en service actif,.
Le RD-0255 est une version améliorée du module de propulsion RD-0228 (indice GRAU : 15D84), lui-même composé d'un moteur principal RD-0229 (indice GRAU : 15D84) et d'un moteur vernier RD-0230 (indice GRAU : 15D79). Le RD-0228 a été développé entre 1967 et 1974 pour le deuxième étage de la première génération du missile balistique intercontinental R-36M (indice GRAU : 15D83), mais il a été remplacé sur les versions ultérieures par le RD-0256. La première utilisation du RD-0228 fut le 21 janvier 1973. Avec les accords START I et START II, le RD-0228 a été retiré et son successeur, le RD-0256 est utilisé uniquement sur la fusée Dnepr,, issu de la reconversion du missile.